# 太空历奇
宇宙特摄系列：太空历奇（宇宙特撮シリーズ キャプテンウルトラ）简称奥特船长（キャプテンウルトラ），是1967年（昭和42年）4月16日-9月24日在TBS的「空想特摄系列」第3弾、日曜日19:00-19:30枠全24話放送、東映製作的特摄剧。

## 介绍
时间在21世紀後期，地球到了開闢宇宙的時代，那時有很多的宇宙開發計劃。但宇宙對人類還是有很多未知的危險地帶，所以就在太空站"銀星"成立宇宙警察巡邏隊。里面的隊員本鄉 武彥、奇基羅星人阿助和機械人克加开宇宙船Spiegel跟外星人和怪獸戰鬥。

## 主要登場人物
奥特船长
本名本郷武彦，主人公。25歳。柔道6段、空手5段，萨帕格1号驾驶员。
机器人克加
500万馬力的机器人。
キケロのジョー
雅嘉丽队员
20歳。
阿助
13歳。
姆拿摩博士
50歳。

## 人员
- プロデューサー（日语：プロデューサー）：平山亨（日语：平山亨） / 植田泰治
- 脚本：高久進（日语：高久進）、長田紀生、石津嵐、山田稔（日语：山田稔 (映画監督)）、鈴木良武（日语：鈴木良武）、伊東恒久（日语：伊東恒久）、辻真先（日语：辻真先）、大津皓一、加井嘉[1] 、山崎充朗、井口達、金子武郎
- 音楽：冨田勲
- 監修：都筑道夫（日语：都筑道夫） / 光瀬龍（日语：光瀬龍）
- 撮影：下村和夫、高梨昇、瀬尾脩（日语：瀬尾脩）、西川庄衛、村上俊郎、山沢義一、林七郎
- 録音：岩田広一（日语：岩田廣一）
- 照明：森沢淑明、酒井信雄、山本辰雄
- 美術：北郷久典、安井丸男
- 編集：大橋四郎、菅野順吉、松原映画
- 記録：小貫綮子、勝原繁子、佐久間淑子、宮瀬淳子、当摩浩子、高津省子、川村澪子、宮本衣子
- 助監督：館野彰（日语：塙五郎）、富田義治、堀長文（日语：堀長文）、折田至（日语：折田至）、田口勝彦（日语：田口勝彦 (監督)）、島崎喜美男、小林義明（日语：小林義明）、杉野清史
- 進行主任：深沢道尚（日语：深沢道尚）
- 現像：東映化学工業株式会社（日语：東映ラボ・テック）
- 特殊技術（日语：特撮監督）：矢島信男（日语：矢島信男）、小川康男、上村貞夫

撮影：林迪雄、中村泰明、豊田収
合成：山田孝、星野行彦
操演：市倉正男、佐久間正光、水間正勝
美術：入野達弥、井上繁、窪野博明、吹野志雄
照明：大森康次、山本辰雄、酒井信雄、森沢淑明、橋本松之
怪獣技術：阿部洋士
- 擬斗：久地明
- 監督：佐藤肇（日语：佐藤肇）、加島昭、竹本弘一（日语：竹本弘一）、山田稔（日语：山田稔 (映画監督)）、田口勝彦（日语：田口勝彦 (監督)）、富田義治
- 制作：TBS / 東映東京制作所
- ノンクレジット・スタッフ

プロデューサー：熊谷国雄（TBS）
操演用プロップ制作：郡司模型製作所
特殊美術・怪獣制作：エキスプロダクション

## 演员
- キャプテンウルトラ（本郷武彦）：中田博久（日语：中田博久）
- アカネ隊員：城野ゆき（日语：城野ゆき）（第14話のみ登場せず）
- キケロ星人ジョー：小林稔侍（日语：小林稔侍）（第12話まで）
- ハック：佐川二郎
- ケンジ：安中滋
- ムナトモ博士：伊沢一郎（日语：伊沢一郎）（第13話のみ登場せず）
- ナレーター：室田日出男（日语：室田日出男）（1-2話）、桑原毅（日语：桑原たけし）（3-12話）、家弓家正（13-24話）